# Liberty (Maine)
Liberty es un pueblo ubicado en el condado de Waldo en el estado estadounidense de Maine. En el Censo de 2010 tenía una población de 913 habitantes y una densidad poblacional de 12,41 personas por km².

## Geografía
Liberty se encuentra ubicado en las coordenadas 44°22′16″N 69°20′1″O / 44.37111, -69.33361. Según la Oficina del Censo de los Estados Unidos, Liberty tiene una superficie total de 73.56 km², de la cual 67.34 km² corresponden a tierra firme y (8.45%) 6.21 km² es agua.

## Demografía
Según el censo de 2010, había 913 personas residiendo en Liberty. La densidad de población era de 12,41 hab./km². De los 913 habitantes, Liberty estaba compuesto por el 97.26% blancos, el 0.22% eran afroamericanos, el 0.66% eran amerindios, el 0% eran asiáticos, el 0.11% eran isleños del Pacífico, el 0.11% eran de otras razas y el 1.64% pertenecían a dos o más razas. Del total de la población el 0.44% eran hispanos o latinos de cualquier raza.